# 토니 세바
토니 세바(Tony Seba)는 미국의 작가, 교육자 및 기업가다. 그는 "에너지 혁명 2030"의 저자이며 RethinkX의 공동 설립자이기도 하다. 그는 스탠포드 대학교 평생교육원, 오클랜드 대학교 비즈니스 스쿨, 싱큘레리티 대학교 등에서 강사로 일하면서 기업가 정신, 분열 및 청정 에너지를 가르치고 있다. 세바는 매사추세츠 공과 대학 컴퓨터 공학과를 졸업하였으며 스탠포드 대학 경영 대학원에서 M.B.A.를 취득하였다. 그는 에너지 컨설턴트, 사업가로 일하기 전 Cisco Systems 및 RSA Data Security의 직원으로 비즈니스 개발 및 전략 기획에 종사했다. 그는 2030년 경 모든 자동차가 전기차로 대체되며 거의 모든 에너지는 태양과 바람이 만들어낸다는 주장을 피력하고 있다.